# Rune Jansson (skådespelare)
Rune Erik Georg Jansson, född 24 juli 1924 i Trollhättan, död 11 augusti 1992 i Borås, var en svensk skådespelare. Han var elev vid Norrköping-Linköping stadsteater 1953-1955. 
Han ligger bedgravd på Sankta Birgittas griftegård i Borås.

## Filmografi
- 1955 – Vildfåglar
- 1956 – Sången om den eldröda blomman
- 1958 – Jazzgossen
- 1958 – Den store amatören
- 1972 – Rävspel (TV-serie)
- 1976 – Väninnorna
- 1977 – Hempas bar
- 1977 – Albert och Herbert (TV-serie)
- 1980 – Bröllop med förhinder
- 1980 – Styv kuling (TV-serie)
- 1983 – Motorsågen
- 1984 – Taxibilder (TV-serie)

## Teater

### Roller
| År   | Roll          | Produktion                                                                            | Regi             | Teater                           |
| ---- | ------------- | ------------------------------------------------------------------------------------- | ---------------- | -------------------------------- |
| 1954 | Pater Clement | Markisinnan (The Marquise) Noël Coward                                                | John Zacharias   | Norrköping-Linköping stadsteater |
| 1955 | Frédéric      | Lilla Helgonet (Mam'zelle Nitouche) Henri Meilhac, Albert Millaud och Florimond Hervé | Olof Thunberg    | Norrköping-Linköping stadsteater |
| 1955 |               | Vår lilla stad (Our Town) Thornton Wilder                                             | Ingrid Luterkort | Norrköping-Linköping stadsteater |
| 1956 |               | Boyfriend (The Boy Friend) Sandy Wilson                                               | Lars Barringer   | Upsala-Gävle stadsteater         |
| 1957 |               | Hans excellens betjänten Ladislaus Bus-Fekete                                         | Lars Barringer   | Upsala-Gävle stadsteater         |
| 1959 |               | Femton snören guld Zhu Sucheng                                                        | Ellen Bergman    | Uppsala-Gävle Stadsteater        |
| 1975 |               | Modern (Die Mutter) Bertolt Brecht                                                    | Ove Tjernberg    | Borås stadsteater                |